# 2007 BD
2007 BD es un asteroide , descubierto el 16 de enero de 2007 por el equipo del Catalina Sky Survey desde el Catalina Sky Survey, Arizona, Estados Unidos.

## Designación y nombre
Designado provisionalmente como 2007 BD.

## Características orbitales
2007 BD está situado a una distancia media del Sol de ,7336 ua, pudiendo alejarse hasta 0,9861 ua y acercarse hasta 0,4810 ua. Su excentricidad es 0,344 y la inclinación orbital 9,267 grados. Emplea 229,510 días en completar una órbita alrededor del Sol.

## Características físicas
La magnitud absoluta de 2007 BD es 25,4.